# チェルスキー山脈

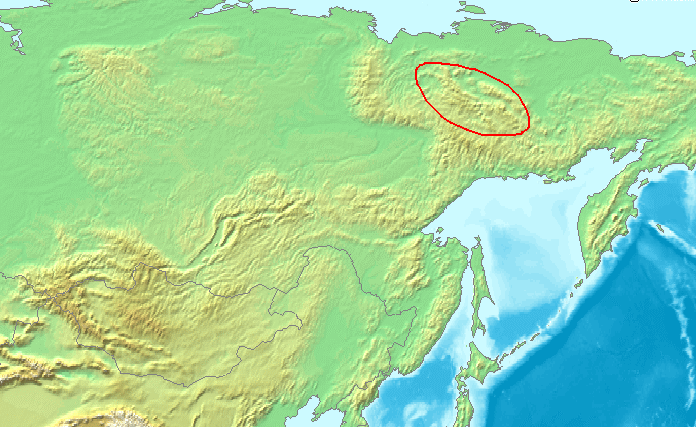
チェルスキー山脈の位置

チェルスキー山脈（チェルスキーさんみゃく、Хребет Черского, Chersky Range）は、ロシアのシベリア北東部にある山脈。オホーツク海沿岸のマガダン州から、北西のサハ共和国の方向へカーブを描きながら1,000km近くにわたり延びている（山脈の南からマガダンへ向かって東へ伸びるオホーツク海沿岸の高地も含めると長さは1,200kmになる）。
ベルホヤンスク山脈が西に500kmほど離れて並行し、北にはモムスキー山脈が並行しており、南にはジュグジュル山脈がオホーツク海沿いに南西へ延びている。ベルホヤンスク山脈との間はヤナ川流域が、また北にはインディギルカ川流域とコリマ川流域の低地が東シベリア海（北極海）に向かって広がっている。インディギルカ川はチェルスキー山脈を貫いて流れている。インディギルカ川およびコリマ川の上流にあたるこの山脈は金の豊富さで知られ20世紀前半にはゴールドラッシュが起こったが、一方でスターリン時代にはグラグ（強制労働収容所）が多く建設された。
最高峰はポベダ山の3,003m。この山脈がユーラシアプレートと北アメリカプレートの境界をなす。ベルホヤンスク山脈とチェルスキー山脈は西へ動く空気の流れをふさぐことで、山脈の西にある平野や盆地の雪の量を減らし、シベリアの天候を緩和する働きをしている。
山脈の名はポーランド人の探検家・地理学者イヴァン・チェルスキーに由来する。